# Теофраст Ренодо
Теофра́ст Ренодо́ (фр. Théophraste Renaudot, 1586, Луден, департамент В'єнна — 25 жовтня 1653, Париж) — французький лікар і видавець, засновник першої французької газети в сучасному розумінні цього слова.

## Освіта
Теофраст Ренодо народився в грудні 1586 року в Лудені в скромній протестантській родині середнього класу. Його батько Жан був шкільним учителем, а мати Сесіль Фурно походила з буржуазного сімейства. Під керівництвом Даніеля Буланже вивчив латину й грецьку. У 1602 році поїхав навчатись хірургії в Париж, у 1605 році продовжив навчання в престижнішому і відкритому для протестантів університеті Монпельє. У Монпельє освіта будувалась на засадах сучасної медицини, де ліки були засновані на хімічних речовинах, у той час як у Парижі ще викладали традиційні медичні знання.
У 20 років, 12 липня 1606 року, Ренодо отримав ступінь доктора медичних наук. Але хлопця вважали ще молодим для практики лікаря. Тому Теофраст почав подорожувати. Він побував в Іспанії, Італії, Швейцарії та Англії.
У 1608 році він повернувся до Парижу, одружився з Мартою Ле Мустьє. У шлюбі подружжя мало дев'ять дітей, двоє з них теж стали лікарями. У 1609 році оселився в Лудені. Там успішно займався медичною практикою протягом кількох місяців.

## Боротьба з бідністю
У 1609 році Теофраст Ренодо зустрічає Армана Жан дю Плессі де Рішельє та францисканського проповідника Франсуа Леклерка дю Трамбле, отця Жозефа, містика й палкого прихильника католицької Реформації, які привели Теофраста до питання проблеми бідності в королівстві Франції. Загалом Ренодо завжди відчував занепокоєння з приводу тяжкого становища знедолених і хворих. Він створив план подолання бідності, який надіслав до Ради Марії Медічі. Завдяки документу 14 жовтня 1612 року Теофраст отримав посаду лікаря при Людовику XIII. «Договір про бідних», опублікований Ренодо, приніс йому також перший Королівський Ордер на запропоновану адресу.
Теофраст Ренодо, який прагне створити агентство з працевлаштування, відкриває на цьому місці офіс. Тут реєструють заяви про робочі місця, купівлю та продаж, інші оголошення.
3 лютого 1618 року Теофраст отримує посаду генерального комісара бідних у королівстві.
У 1625 році разом з сім'єю їде до Парижу, переходить у католицтво і вступає до Ради Рішельє. Кардинал вважає Теофраста втіленням соціального успіху талановитої людини.

## Перше Адресне бюро
У 1629 році Теофрасту Ренодо дали дозвіл від короля на організацію Адресного бюро (прообраз рекламного агентства). Офіс «Великого півня» відкрили на острові Сіте.
Бюро стає центром різної діяльності, спрямованої на благодійні цілі. Спочатку воно виконує функції агентства з працевлаштування, пізніше при ньому відкривається благодійна клініка (безкоштовна для бідних), де надаються медичні консультації. Тут реєструють заявки на робочі місця, пропозиції з купівлі-продажу, оголошення.
В Адресному бюро будь-яка людина могла отримати довідку або дати оголошення, причому за розміщення реклами платили тільки заможні люди.
Ренодо публікує «Дорожню карту Адресного бюро», аби встановити зв'язок між роботодавцем та здобувачем, продавцем та покупцем.
У листопаді 1630 року кардинал Рішельє дав Адресному бюро офіційний дозвіл поширювати інформацію на всій території Франції. Однак робота тут не приносила Ренодо особливого задоволення.

## La Gazette
Кардинал Рішельє завжди добре розумів силу впливу інформації на громадську думку. Він вирішив створити велике друковане видання, яке б висвітлювало його інтереси. З цією метою Рішельє звернув увагу на Теофраста Ренодо. Саме Ренодо судилося створити першу національну французьку газету.
Перший номер офіційної французької газети побачив світ 30 травня 1631 року. Тут надрукували новини з Риму, Праги, Константинополя. Тематика — торгівля, війна, двірцева хроніка, дипломатична інформація. Назву видання «La Gazette» дослідники асоціюють з назвою дрібної срібної монети, якою платили венеційці в XVI столітті за рукописні «avvisi». Після цього слово «газета» увійшло до багатьох європейських мов.
Сам Ренодо навряд зміг би організувати видання без підтрімки всемогутнього кардинала. Теофраст не належав до корпорації видавців-типографів, йому було складно увійти в закритий світ паризьких друкарів. За часів Ренодо друкарі й книговидавці, згідно зі статутом, повинні були мати гарну освіту й володіти сертифікатом Паризького університету на право займатися цією справою. Щоб відкрити книжкову крамницю в Парижі, необхідно було прожити в місті від чотирьох до шести років. Саме тому «La Gazette» вважали газетою «на замовлення». Однак, Теофраст Ренодо був знайомий з природою журналістики. В Італії він уперше побачив газету, у Стразбурзі ознайомився з друком фінансових листівок.
«La Gazette» отримала подвійну монополію: на публікацію офіційних політичних новин і оголошень. Виходила раз на тиждень щоп'ятниці на чотирьох сторінках. Наклад для того часу був величезним — близько 1200 екземплярів (200 у Парижі, 100 у провінції). Перші сім номерів виходили без позначення, нумерація була єдиною, а наприкінці року видавався «Recueil des Gazettes» (Річна збірка «La Gazette»). Датуються номери лише з 4 липня, коли вийшов уже шостий випуск.
Спершу зміст становили міжнародні новини, отримані з офіційних джерел. Більшу частину брали з німецьких, італійських та голландських газет. Через це конкуренти неодноразово звинувачували Ренодо в плагіаті. Поступово в «La Gazette» більше уваги стали приділяти внутрішній інформації: повідомленням про військові перемоги Франції, новинам життя при дворі, економічній інформації. Але «La Gazette» не друкувала редакційних статей та коментарів.

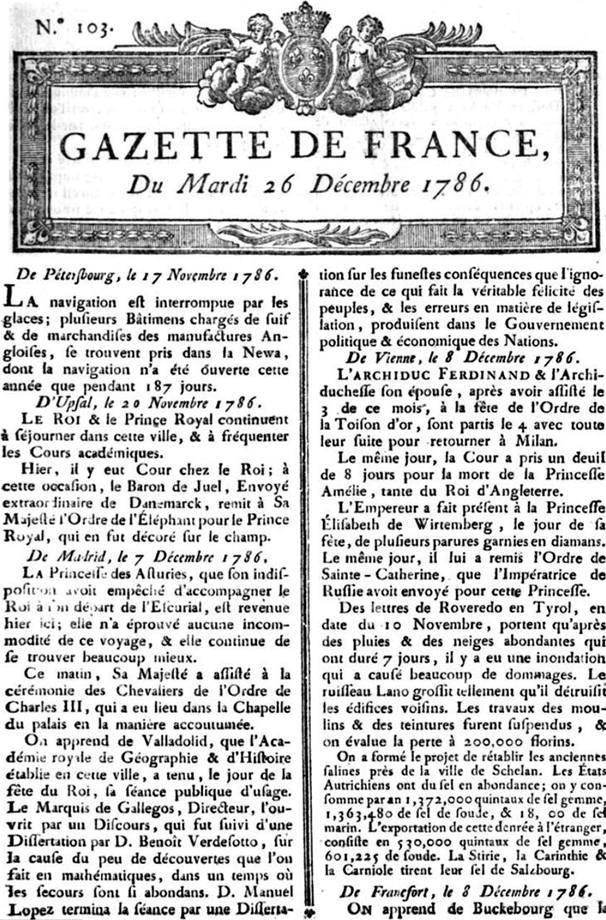
«La Gazette»

Публікації самого Теофраста Ренодо вирізнялись майже літературним стилем. Сам король читав «La Gazette» і навіть призначив редактору грошову винагороду за його журналістську працю. Деякі важливі статті писав Людовик XIII і кардинал Рішельє. Теофраст Ренодо не прагнув до конфронтації з урядом, що загрожувало втратою королівського патенту. Тому публікації в його виданні ототожнювалися з позицією кардинала, який сам корегував тональність і спрямованість матеріалів. За таку позицію вороги називали Ренодо шпигуном кардинала й шарлатаном. Однак, при зіставленні манускриптів короля з відповідними статтями «La Gazette» дослідники помітили, що Ренодо передруковував матеріали свого королівського співробітника не дослівно, скорочуючи та виправляючи їх. Найвільнішим Ренодо був в обговоренні новин з інших країн.
Прибутків видавнича діяльність Ренодо не приносила. Він витрачав на «La Gazette» навіть власну пенсію у 800 ліврів, якої Теофраста могли позбавити при підозрі в нелояльності.

## Новаторські кроки Ренодо у видавничій справі
У всіх номерах «La Gazette» були присутні рекламні оголошення. Саме тому Теофраста Ренодо вважають засновником не лише французької журналістики, але й реклами. Уже в третьому номері за 1631 рік вміщено кілька рекламних оголошень.
 
Окрім реклами, ще одним важливим нововведенням Ренодо було розміщення в газеті на платній основі приватних оголошень. Теофраст створив прообраз інформаційного агентства («бюро перекладачів» — інформацію, яка не публікувалась у «La Gazette», редактор продавав іншим видавцям).
Починаючи з листопада 1631 року, Ренодо друкує додаток «Les Nouvelles ordinaries de divers endroits», пояснюючи його появу тим, що дві «книжки» зручніше: їх можуть одночасно читати різні люди. Крім того, в «Les Nouvelles ordinaries de divers endroits» публікують західні новини, а в «La Gazette» — східні і середземноморські.
«La Gazette» відрізнялася не тільки великою кількістю різноманітних новин з різних країн, відсутністю чуток, але і ясністю, чіткістю, а головне, якістю стилю, якому Ренодо приділяв велику увагу.
З лютого 1632-го по грудень 1633 року Ренодо робить спробу видавати щомісячний додаток «Relations des nouvelles du monde», у якому з'являється аналітична та коментаторська журналістика, але незабаром відмовляється від цієї небезпечної на ті часи ідеї і починає випускати «Extraordinaires sortes d'occasionnels», присвячену особливим подіям. Усі ці численні додатки існували в різний час аж до 1670 року, причому за якістю вони перевершували «La Gazette».
Після смерті Рішельє «La Gazette» почали звинувачувати в проурядовості та тісних зв'язках з кардиналом. Це негативно позначилось на її накладі. За наказом Мазаріні видання перенесли в Сен-Жермен, куди довелось їхати і Ренодо.
До 1749 року «La Gazette» залишалась у руках нащадків Ренодо, у 1762 році була віддана міністерству іноземних справ та перейменована в «Gazette de France». У XX ст. була повністю передана міністру іноземних справ і проіснувала в цілому до 1944 року.

## Благодійність
У 1632 році Ренодо видає перший друкований листок оголошень під назвою «Feuille du Bureau d'adresse». Основні рубрики: «Продаж і оренда нерухомості», «Продаж меблів» і «Різне». «Feuille du Bureau d'adresse» виходить епізодично, не є періодичним виданням.
Починаючи з 1633 року, Ренодо організував щотижневі публічні конференцій за темами, що становлять інтерес, а потім опублікував матеріали-висновки. Близько 240 праць були перекладені англійською мовою і видані в Лондоні в 1664 й 1665 роках.
Займаючись журналістською та видавничою діяльністю, Ренодо мріє лікувати бідних. Він хоче відкрити офіс соціальної допомоги на зразок італійської моделі, створеної 1462 року одним з монахів та легалізованої Папою Львом X. У 1637 році Теофраст Ренодо отримав від Людовика XIII дозвіл на реалізацію цієї мети. Так з'явилась перша «Гора благочестя».
У 1640 році Ренодо відкрив диспансер для надання першої медичної допомоги бідним і громадську лабораторію для аптекарів. Лікарі та фармацевти відтепер могли надавати благодійні консультації. Це призвело до конфлікту з медичним факультетом Паризького університету.
У 1642 році Теофраст Ренодо опублікував перший довідник лікаря — трактат з діагностики. Також був засновником академії, вільної від медицини, для тих, хто не отримав шкільної освіти. Цей заклад був дуже новаторським. Тут читали лекції з фізики, математики, моралі.
Ренодо хоче створити «Готель благодійних консультацій», свого роду клініку, де студенти навчаються біля ліжка хворого. У 1643 році король дарує Ренодо землю в районі Фобур Сент-Антуан.

## Останні роки
Смерть Рішельє, а потім і Людовика XIII кардинально змінили життя Теофраста Ренодо. Після декількох процесів з деканом медичного факультету Паризького університету Гаєм Патином суд заборонив Ренодо займатись практикою. Навчальний заклад наголошував, що диплом Ренодо у столиці не дійсний, бо виданий у Монпельє. Разом зі своїм сином Теофраст досить довго бореться із системою, але програє. 1 березня 1644 року парламент зняв з Теофраста всі титули та привілеї — конференції, консультації та благодійні позики. Це рішення, а також розлучення з другою дружиною, стали переломними подіями в житті Теофраста. Єдине, що залишили Ренодо, — «La Gazette». Останні роки життя він присвятив журналістиці.
У 1646 році кардинал Мазаріні зробив його історіографом короля Людовика XIV.
Ренодо помер у Парижі 25 жовтня 1653 року в бідності та забутті, змучений постійними фінансовими труднощами через видання «La Gazette».

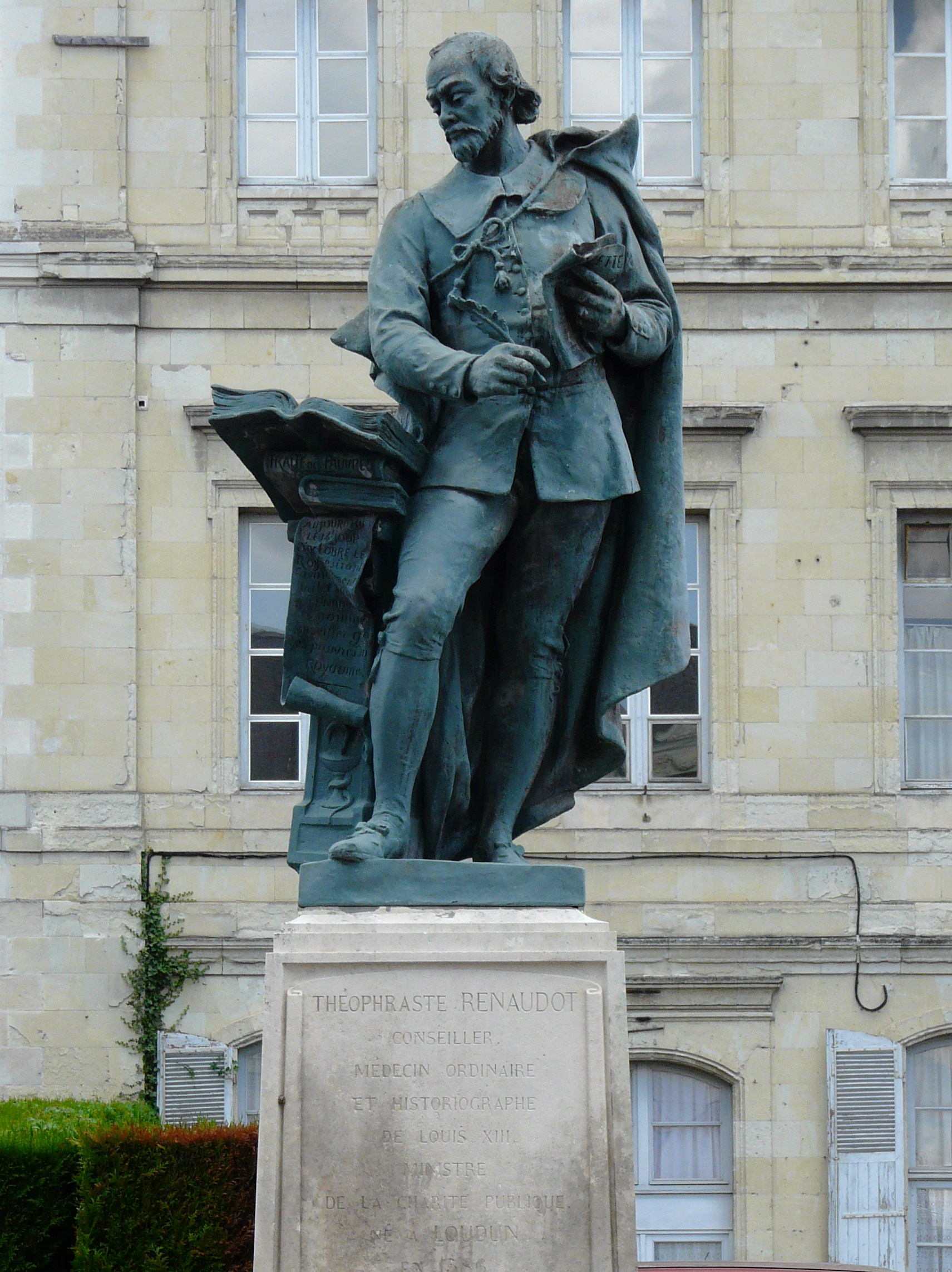
Пам'ятник Ренодо в Лудені

У французькому місті Луден існує пам'ятник Теофрасту Ренодо. Також у 1981 році там засновано музей його імені. Музей воскових фігур розташований у будинку XVI століття, де народився Ренодо. Тут залишились його стіл, документи, копії «La Gazette», навіть першого номера.

## Літературна премія Ренодо
1926 року десять журналістів та літературних критиків заснували французьку літературну премію Ренодо (або премія Теофраста Ренодо; фр. Prix Théophraste-Renaudot). Історія описує, що нагорода створена під час очікування результатів обговорення Гонкурівської премії. Тому премію Ренодо присуджують того ж дня, що й Гонкурівську — у перший вівторок листопада.
Незважаючи на безгрошів'я, премія є другою за престижністю літературною нагородою у Франції. Суть премії в тому, що через рік після її присудження на честь лауреата влаштовують веселий обід.
До складу першого журі увійшли автори біографії Теофраста Ренодо, опублікованої 1929 року в серії «Життя відомих людей».
З 2003 року на премію Ренодо номінують також за есе, а з 2009 року — за книги кишенькового формату.
Серед лауреатів різних років — Марсель Еме, Луї Арагон, Роже Пейрефіт, Жорж Перек, Сюзанн Пру, Фредерік Бегбедер.